# Mytnycia
Mytnycia (ukr. Митниця) – wieś na Ukrainie, w obwodzie kijowskim, w rejonie obuchowskim.

## Historia
Nazwa pochodzi od komory celnej funkcjonującej na granicy Korony Królestwa Polskiego i Carstwa Rosyjskiego (od 1721 Imperium Rosyjskiego), przebiegającej tu pomiędzy traktatem Grzymułtowskiego (1686) a II rozbiorem Polski (1793). Mytnica przynależała do województwa kijowskiego Korony Królestwa Polskiego i według wojewódzkiej taryfy podatku podymnego w 1754 we wsi znajdowało się 10 domów. Wieś została zajęta przez Rosję w II rozbiorze Polski (1793).
Opodal wsi biegnie odnoga Żmijowych Wałów, wzdłuż której wytyczono w terenie w wieku XVIII granicę polsko-rosyjską. We wsi znajduje się cerkiew prawosławna pod wezwaniem św. Mikołaja zbudowana w 1780. W pobliżu wsi dwa kurhany z czasów Kozaczyzny.
W Mytnicy urodził się Tadeusz Jaroszewicz (1890-1934), podpułkownik dyplomowany kawalerii Wojska Polskiego i dyplomata II Rzeczypospolitej, kawaler Krzyża Srebrnego Orderu Virtuti Militari.